# Argiope doleschalli
Argiope doleschalli — вид павуків-колопрядів з всесвітньо поширеного роду Argiope. Великі, яскраво забарвлені самиці більші в декілька разів за дрібних самців. Живиться великими комахами. Отрута слабка, для людини безпечні. Поширені в Індонезії.

## Опис
Довжина тіла дорослої самиці близько 1,3 см. Педипальпи темно-коричневі. Низ головогрудей жовтий, поблизу основи ніг з маленькими шипами. Черевце неправильної п'ятикутної форми, найширше поблизу середини, загострюється до рівня павутинних бородавок. Попереду черевце не закруглене, передні кути трохи припідняті. Спинна поверхня пласка та без волосків, чорно-коричнева, з трьома поперечними, широкими жовтими перепасками, задній край яких формує півмісяць. На загостреному кінці та по боках черевця є трохи жовтих плям. Черевна поверхня черевця чорна, посередині червоно-бура з двома перетинаючими жовтими лініями. Ноги середньої довжини, приблизно вдвічі довші за тіло. Стегна, гомілки та лапки червонувато-бурі, лише на кінцях та біля зчленінь чорні. Лапки четвертої пари ніг волохаті, інші з невеликою кількістю чорних товстих волосків.

## Розповсюдження
Описані з острова Амбон у Індонезії.